# المجاعة في الرأس الأخضر
تعرضت أرخبيل الرأس الأخضر لسلسلة من المجاعات بسبب الجفاف في فترة ما بين 1580 و 1950. خلال هذه الفترة من المجاعة، مات عشرات الآلاف من السكان بسبب الجوع والأمراض.

## لمحة
تتمتع جزر الرأس الأخضر بمناخ شبه جاف حار بشكل عام، مع هطول أمطار غزيرة تقتصر على أشهر الصيف أغسطس وسبتمبر. المناطق الأكثر جفافا هي الجزر الشرقية المنخفضة (مايو، سال وبوا فيستا)، والأجزاء الجنوبية الغربية من الجزر الجبلية. أما الأجزاء العليا والشمالية الشرقية، فتتلقى المزيد من الأمطار.تعتمد الزراعة بقوة على الأمطار الصيفية، وفي السنوات التي تكون فيها الأمطار قليلة، تفسد المحاصيل. ازداد تفاقم هذا الوضع بسبب اختيار المحاصيل غير المناسبة، والاكتظاظ السكاني، والرعي الجائر، وتآكل التربة، ورد الفعل غير الكافي من الإدارة الاستعمارية البرتغالية.